# コリントス駅
コリントス駅（ギリシア語: Σιδηροδρομικός Σταθμός Κορίνθου）はギリシャのコリンティア県 コリントスにあるギリシャ国鉄の駅。コリントス新市街中心部より約2km離れた高速道路A8沿いに、2005年に新たに造られた。当初はアテネ方面からの鉄道の終着駅であったが、2007年7月9日にキアト駅まで延伸され当駅は中間駅となった。
それに伴いペロポネソス半島の狭軌鉄道（メートルゲージ鉄道）も廃止されたため、市街地にある旧コリントス駅は2007年7月9日に通常の旅客駅としては廃止された。

## 路線
ギリシャ国鉄 プロアスティアコス（近郊鉄道）
- アテネ国際空港 – キアト 線

2014年夏ダイヤでは、上下線それぞれ1日6本運行されている。